# Эскимосский поцелуй

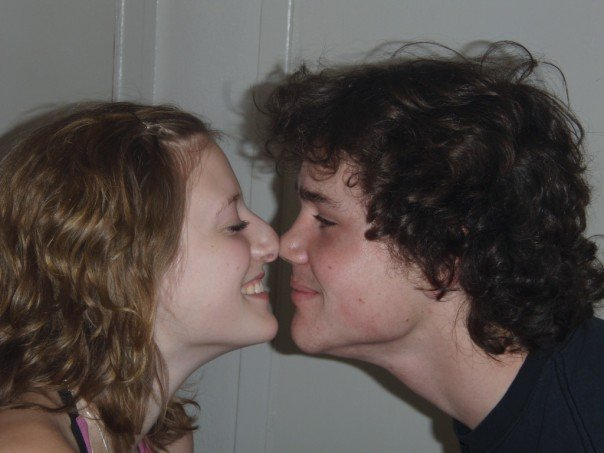
Эскимосский поцелуй

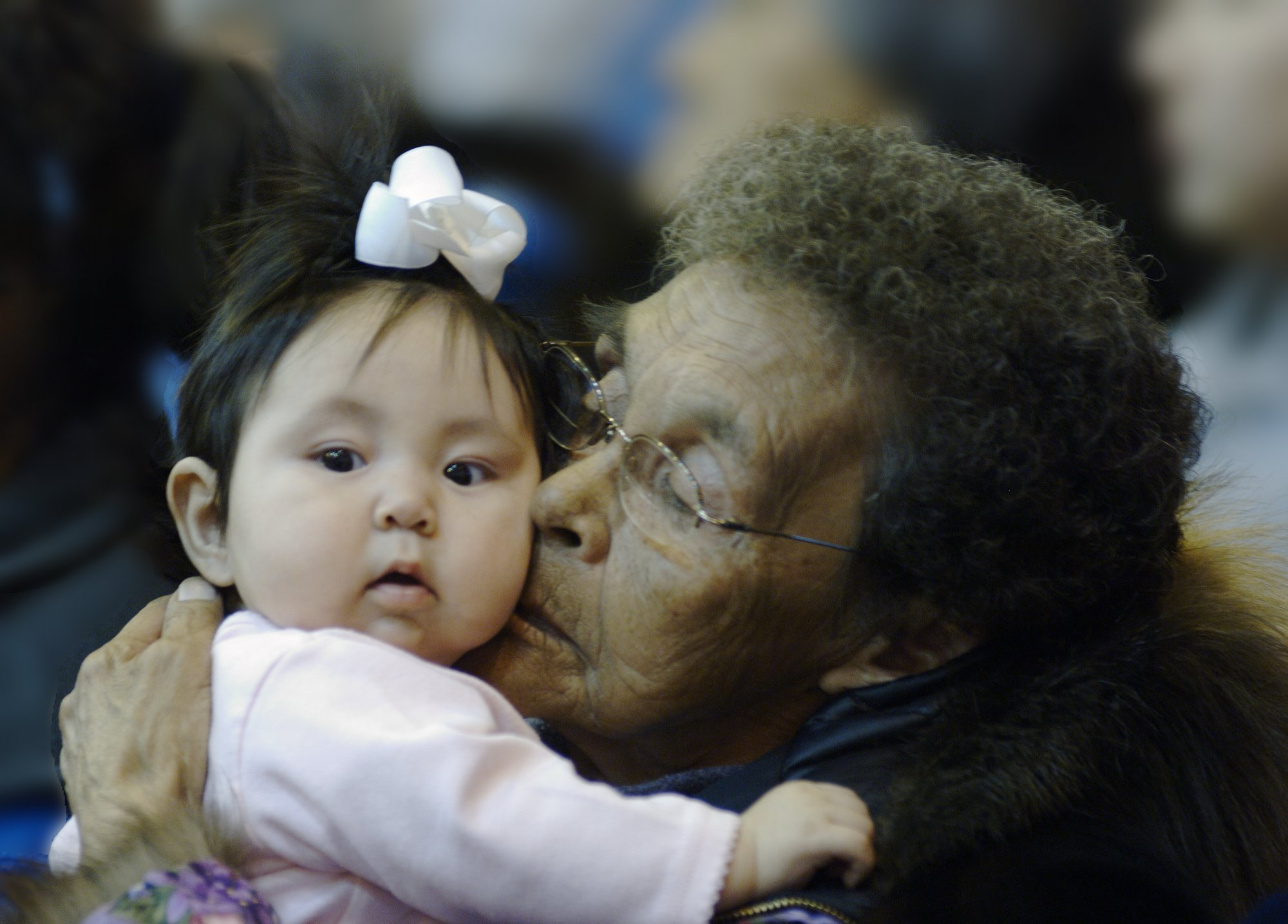
Кунику

Эскимосский поцелуй в современной западной культуре — действие, напоминающее традиционное эскимосское приветствие кунику. Кунику — форма выражения привязанности, обычно между членами одной семьи или влюбленными. Один из участвующих прижимает нос и верхнюю губу к коже (обычно лбу или щекам) второго и вдыхает воздух, втягивая также его кожу и волосы.
Существует заблуждение, что эта традиция возникла у эскимосов из-за того, что их губы примерзают друг к другу на сильном морозе при обычных поцелуях. В действительности это действие не имеет эротического смысла, а является формой дружеского приветствия между близкими людьми, которые, встречаясь, часто имеют неприкрытыми одеждой только нос и глаза.
Когда первые арктические исследователи впервые увидели это действие, они прозвали его «эскимосским поцелуем». В западном варианте действие состоит в том, что два человека трутся носами.
Одно из первых изображений «эскимосского поцелуя» относится к фильму Роберта Флаэрти «Нанук с севера», который считается первым документальным и этнографическим фильмом. Вероятно, именно благодаря этому фильму эта традиция стала известна неэскимосам.
Похожие приветствия существуют у других народов, примечательным является приветствие «хонги», практикуемое племенами маори в Новой Зеландии.